# Nhà thuốc đạt chuẩn GPP
GPP là viết tắt của cụm từ tiếng Anh Good Pharmacy Practices tạm dịch là Thực hành tốt nhà thuốc. Đây là tiêu chuẩn làm việc cũng như thực hành nghề nghiệp quan trọng, được tạo ra dựa trên tiêu chuẩn nghề nghiệp, đạo đức, và chuyên môn của dược sĩ cao hơn yêu cầu pháp lý cần có.
GPP là tiêu chuẩn cao nhất trong 5 tiêu chuẩn thực hành tốt trong sản xuất và phân phối thuốc. Như vậy có nghĩa là, nhà thuốc GPP là nhà thuốc đã được Nhà nước kiểm định, đánh giá chất lượng, và đạt tiêu chuẩn cao nhất, được đưa vào hoạt động để phục vụ người dân

### Tiêu chuẩn của nhà thuốc GPP
Để trở thành nhà thuốc GPP, nhà thuốc phải đảm bảo những tiêu chí sau:

#### Cơ sở vật chất
Nhà thuốc phải rộng tối thiểu là 10m2; có đầy đủ chỗ để sắp xếp, bố trí các loại thuốc theo đúng quy định; và các thiết bị dùng để bảo quản thuốc cũng cần được chuẩn bị đầy đủ. Khi bán thuốc lẻ không kèm bao bì, dược sĩ phụ trách cần phải ghi rõ tên thuốc, liều lượng uống, và hướng dẫn sử dụng thuốc đầy đủ...

#### Hoạt động
Dược sĩ không được phép sử dụng bất cứ một phương pháp nào để quảng cáo hay lôi kéo khách hàng vào mua hàng. Theo dõi chất lượng và hạn sử dụng của thuốc. Ghi chép, lưu trữ hồ sơ, và bảo quản thuốc. Và giải quyết các trường hợp khiếu nại về thuốc

#### Nhân sự
Người thành lập nhà thuốc GPP phải có bằng dược sĩ được đại học cấp và có chứng chỉ hành nghề của Bộ Y tế. Dược sĩ bán thuốc phải có chuyên môn trình độ của nghề dược, bán thuốc theo đúng quy định,